# Ethnikos Achnas 2012-2013
Questa voce raccoglie le informazioni riguardanti l'Ethnikos Achnas nelle competizioni ufficiali della stagione 2012-2013.

## Rosa
Fonte: 
| N. |                               | Ruolo | Calciatore             |
| -- | ----------------------------- | ----- | ---------------------- |
|    | Macedonia del Nord (bandiera) | P     | Marko Jovanovski       |
|    | Polonia (bandiera)            | P     | Arkadiusz Malarz       |
|    | Croazia (bandiera)            | P     | Marko Šarlija          |
|    | Croazia (bandiera)            | D     | Vinko Buden            |
|    | Grecia (bandiera)             | D     | Georgios Machlelis     |
|    | Brasile (bandiera)            | D     | Marco Aurélio          |
|    | Cipro (bandiera)              | D     | Michalis Parpa         |
|    | Cipro (bandiera)              | D     | Aggelos Perikleous     |
|    | Cipro (bandiera)              | D     | Nikos Pitsillides      |
|    | Svezia (bandiera)             | D     | Fredrik Risp           |
|    | Cipro (bandiera)              | D     | Dimitris Simou         |
|    | Cipro (bandiera)              | C     | Christoforos Christofi |
|    | Cipro (bandiera)              | C     | Elipidoforos Ilia      |

| N. |                       | Ruolo | Calciatore         |
| -- | --------------------- | ----- | ------------------ |
|    | Georgia (bandiera)    | C     | Levan Maghradze    |
|    | Argentina (bandiera)  | C     | Marcelo Penta      |
|    | Cipro (bandiera)      | C     | Chrīstos Pogiatzīs |
|    | Portogallo (bandiera) | C     | Silas              |
|    | Croazia (bandiera)    | C     | Ernad Skulić       |
|    | Portogallo (bandiera) | C     | Vítor Lima         |
|    | Spagna (bandiera)     | A     | Arnal Llibert      |
|    | Camerun (bandiera)    | A     | Emmanuel Kenmogne  |
|    | Portogallo (bandiera) | A     | Marco Paixão       |
|    | Cipro (bandiera)      | A     | Panagiotis Martis  |
|    | Zimbabwe (bandiera)   | A     | Edward Masinwa     |
|    | Cipro (bandiera)      | A     | Īlias Vattīs       |